# Расстрел в Ксиропотамо

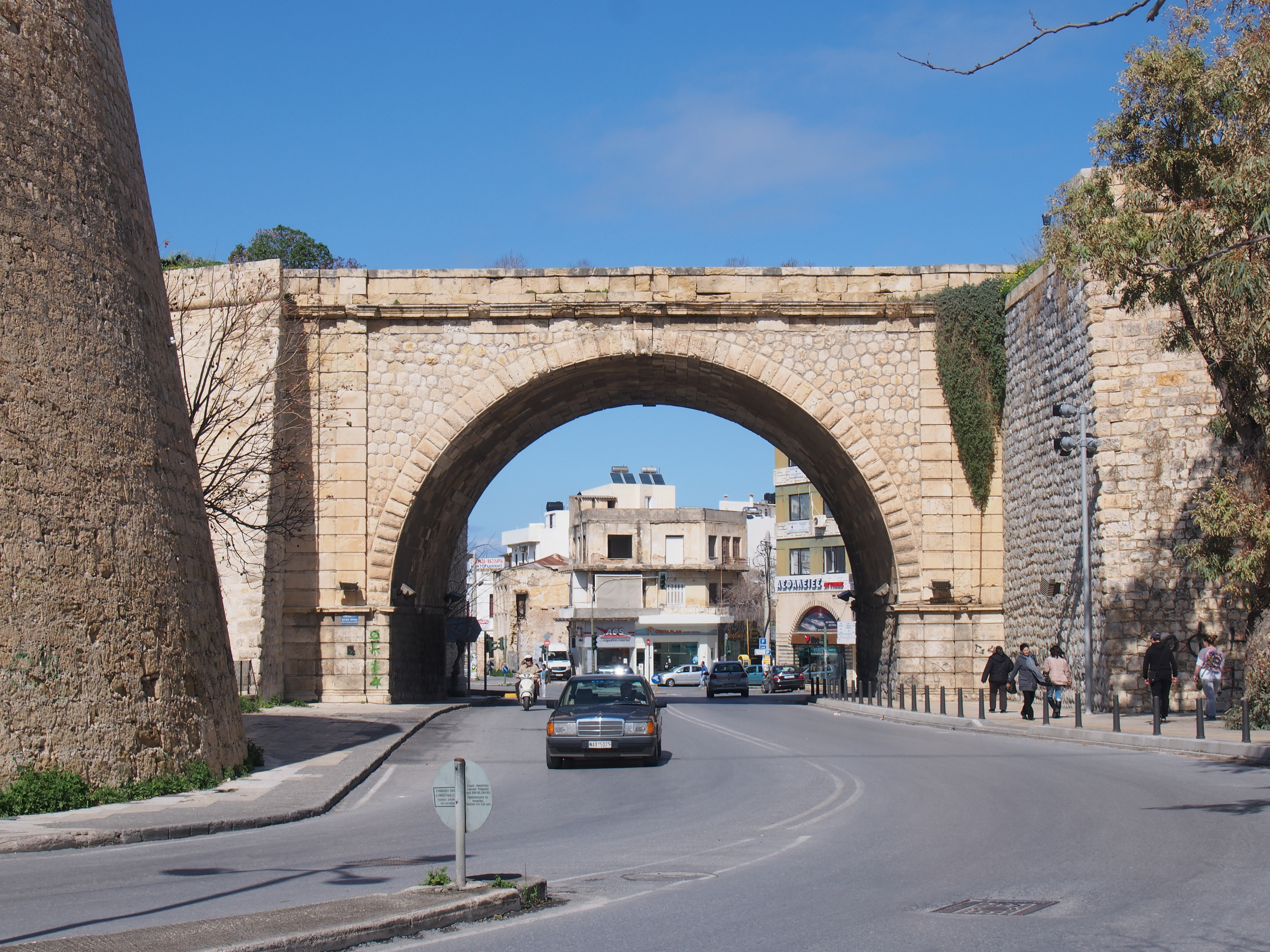
Венецианские ворота Пантократора (слева) от которых начинается «Проспект 62 мучеников» Ираклиона

Расстрел в Ксиропо́тамо Ираклиона (греч. Οι εκτελέσεις στον Ξηροπόταμο Ηρακλείου) — расстрел 50 представителей греческого гражданского населения, совершённые германской армией 14 июня 1942 в Ираклионе, Крит, во время тройной, германо-итало-болгарской, оккупации Греции, в годы Второй мировой войны.
На Крите часто упоминается вместе с предыдущим расстрелом 12 знатных человек города, расстрелянных на том же месте 3 июня 1942 года, как Расстрел 62 мучеников (греч. Η εκτέλεση των 62 Μαρτύρων), что находит отражение в имени одного из центральных проспектов города Ираклион Проспект 62 мучеников (греч. Λεωφόρος 62 Μαρτύρων).

## Предыстория
В ходе Сражения за Крит беспрецедентной храбрости сопротивление местного населения вызвало раздражение у немецкого командования, по причине прусского понятия о правилах ведения войны, согласно которому никому кроме профессиональных военных не дозволено принимать участие в боях. Комдив немецкой 5-й горнострелковой дивизии генерал-майор Ю. Рингель в своём рапорте отмечал, что жители Крита захватывали парашютистов или атаковали их с ножами и серпами. Получили распространение неподтверждённые и преувеличенные истории, объясняющие тяжёлые потери в связи с резнёй парашютистов критянами, сопровождаемой пытками и увечьями.
Когда эти истории были доведены до сведения командования люфтваффе в Берлине, рейхсмаршал Герман Геринг приказал генералу Курту Штуденту, приступить к расследованию и репрессиям. Штудент, не дожидаясь окончания расследования, приказал приступить к кровавым репрессиям против местного населения сразу после захвата Крита 31 мая 1941 года, без судебных формальностей и их исполнения теми же соединениями парашютистов, которым противостояли в боях критяне..
Расстрел в Кондомари 2 июня 1941, Уничтожение Канданоса и расстрел 180 его жителей 3 июня, Расстрелы в долине реки Керитис 1 августа носили характер возмездия за участие критян в боях.
С конца 1941 года, действия нового командующего «Цитаделью Крит», генерала Александра Андре были направлены на пресечение Сопротивления на уже оккупированном острове, отвечая несоизмеримо бо́льшими превентивными и репрессивными мерами на небольшие поначалу акты Сопротивления населения.
Как и по всей Греции, оккупационные власти создали в тюрьмах Ираклиона (Аликарнассо́с и Ацалениос) «резервуары» заключённых-заложников, предназначенных к расстрелам после актов Сопротивления.

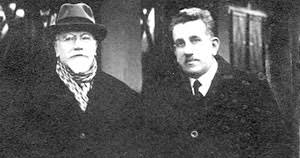
Мэр Ираклиона Минас Георгиадис (справа) с премьер-министром Греции Элефтериосом Венизелосом, не позже 1935 года

3 июня 1942 года, немцы расстреляли 12 заключённых из тюрем Ираклиона. Расстрел был произведен в западном пригороде Ксиропо́тамо в ответ на убийство двух старост-коллаборационистов. Для устрашения населения, в числе расстрелянных были (бывший) мэр Ираклиона Минас Георгиадис и двое его братьев, юрист Титос и купец Манолис. Все они были организаторами «Критского революционного комитета», приняли участие в боях против немецких парашютистов и были арестованы позже по доносам. Число расстрелянных было значительно бо́льшим по сравнению с двумя убитыми коллаборационистами, но 15 июня, на том же месте, но по более серьёзному поводу, были расстреляны 50 человек.

## Крит как одна из баз снабжения Роммеля
В конце мая 1942 года немецкие войска под командованием Эрвина Роммеля начали продвигаться к границе Египта. Киренаика, которая стала эпицентром сражений, находилась всего в 300 км к югу от Крита, что было в несколько раз ближе от основных баз снабжения итальянской и немецкой армии в Сицилии и Тунисе.
Значение «авианосца Крит» возросло не только для воздушной поддержки армии Роммеля, но и для доставки снабжения по воздуху. Причём в логистику подпадали необычные для доставки воздухом канистры с водой и пайки жаренной картошки.
Оккупационные власти зарезервировали для себя все колодцы вокруг аэродромов и взлётно-посадочных полос Крита. В том что касается картофеля, были мобилизованы сотни местных женщин, которым было предписано жарить картофель, солить и упаковывать в пайки. Своего рода мелкой неприятностью для немцев в Ливийской пустыне было частое пересаливание картофеля, производимое женщинами по указанию организаций Сопротивления, после подсказки британских служб.
В конце мая, под председательством генерала Андре, состоялось совещание начальников всех аэродромов и складов топлива острова, для координации отправки снабжения для Роммеля.
С другой стороны, союзное командование на Ближнем Востоке приняло решение послать на Крит группы диверсантов, чтобы подорвать боевые и транспортные возможности немецкой авиации базировавшейся на острове. Для отправки на Крит были подготовлены три группы из Особой лодочной службы (SBS) и одна группа из Особой воздушной службы (SAS). Группы должны были совершить диверсии в аэропортах Ираклиона, Кастели, Тимбаки и Малеме

## Операция «Albumen»
Группы SBS были встречены на Крите британским офицером Томасом Данбэбином (Thomas James Dunbabin), который связал их с критским Сопротивлением.
Первая группа, усиленная тремя критянами, с успехом атаковала в ночь с 9 на 10 июня ародром в Кастели. Второй группе не повезло, на момент подхода к аэродрому Тимбаки там не оказалось самолётов.
Группа SAS в составе французов майора Жоржа Берже (Georges Bergé), Jacques Mouhot, Pierre Léostic и Jack Sibard, англичанина лейтенанта и будущего лорда Джорджа Джеллико (George Jellicoe), лейтенанта греческой армии Костиса Петракиса была доставлена на Крит на греческой подводной лодке 'Тритон, капитаном которой был Эпаминондас Кондояннис.
Группа высадилась на заре 10 июня на побережье залива Маля на двух надувных лодках, буксируя ещё одну лодку с взрывчаткой
По причине высадки в ошибочном месте, группе понадобились ночные переходы, пока она не подошла к аэродрому Ираклиона в ночь с 12 на 13 июня, но была вынуждена отложить атаку на следующий вечер.
Группа проникла на аэродром Ираклиона в ночь с 13 на 14 июня, когда он подвергся не особо мощной бомбардировке британской авиации и взорвала 20 (по другим источникам 25) самолётов Junkers Ju 88.
Все 6 диверсантов первоначально сумели покинуть аэродром, но позже Léostic был убит, три других француза были взяты в плен, Джеллико и Петракис сумели добраться до Египта

## Расстрел пятидесяти
Взрывы на аэродроме произошли когда немногочисленные британские самолёты удалились. Было очевидно, что уничтожение немецких самолётов на земле было результатом диверсии. Первоначально подозрение пало на рабочих аэродрома. Озлобленные событием, немцы решили установить пулемёты в разных точках города и открыть стрельбу по населению без разбора.
Однако по получении информации, что это было дело рук диверсантов греческой или британской армии, они решили применить репрессивные меры, как и случаях операций греческого Сопротивления.
Предложение о расстреле 50 человек из «резервуара» заключённых было сделано генералу Андре комендантом Ираклиона генерал-майором Фолкманом и руководителем контрразведки майором Хартманом.
Перед расстрелом, немцы наугад мобилизовали 16 человек гражданского населения на копание могил для смертников. Один из них, Димитрис Игуменакис, в своём дневнике сохранил последние слова смертников.
Он приводит слова смертника Антониса Кастринакиса: «Самое святое и честное из всех благ человека — это Свобода в свободном Отечестве. Никакое другое из благ не может сравниться с бесценным благом Свободы. И справедливо расценивать как самого большого и опасного врага того, который намерен отнять у тебя Свободу. Посему обязанность каждого эллина сегодня бороться за свою Свободу всеми силами, невзирая на жертвы и даже на потерю собственной жизни».
Коммунисты Илиу и Цепападакис в своих последних словах высказывали уверенность в поражении фашизма и во «всемирное братство которое придёт».
Речи Г. Скуласа и А. Кастринакиса были гимнами Свободе и «классическими текстами Демократии».

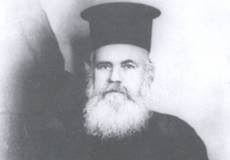
Отец Георгиос Сифакис

Поп Сифакис, чей брат был расстрелян 3 июня пел «Христос Анести» (Христос Воскресе).
Н. Сургюдакис и Г. Метимакис выкрикивали имена доносчиков.

## Впоследствии
В послевоенном докладе британского SOE о Крите, в параграфе «А», в котором перечисляются зверства оккупантов на острове, ответственными за расстрел 14 июня 1942 года в Ираклионе указаны генерал А. Андре, подполковник Bassange, капитан Litzenbergero
После капитуляции Германии генерал А. Андре был арестован англичанами и передан Греции. Он был судим в 1947 году за военные преступления совершённые им на Крите и четырежды осуждён к пожизненному заключению. Однако в 1951 греческий король Павел смягчил его приговор до 4 лет заключения, в результате чего в 1952 году А. Андре был освобождён. В дальнейшем генерал А. Андре стал одним из соучредителей Немецкой имперской партии.
Один из центральных проспектов Ираклиона был назван в честь расстрелянных в Ксиропотамо 3 и 14 июня 1942 года «Проспектом 62 мучеников».
Каждый год 14 июня, в церквушке Всех Святых, где установлена памятная плита расстрелянным, происходит церемониальное поминание, в присутствии представителей властей и армии.